# Virgen del Huerto (Asunción)
Virgen del Huerto es un populoso barrio de la ciudad de Asunción, capital de la República del Paraguay.

## Historia
El barrio Virgen del Huerto fue creado por la ordenanza Municipal N° 10.811/83 formaba parte del barrio Jara. Los terrenos son utilizados en mayor porcentaje por viviendas ya que cuenta con muy pocos comercios. En el mismo se encuentra el colegio Nuestra Señora del Huerto.

## Características
Forma el territorio comunal “ G “ conjuntamente con los barrios Mcal. López, Las Mercedes, Virgen del Huerto, Bella Vista, Santa Rosa, Santo Domingo, Jara, Tablada Nueva y Banco San Miguel. 

## Geografía
El barrio Virgen del Huerto está situado en la ciudad de Asunción, capital del Paraguay, en la Región Oriental, dentro de la bahía del Río Paraguay, ciudad cosmopolita, donde confluyen personas de distintas regiones del país y extranjeros que la habitan, ya arraigados en ella.

## Clima
Clima subtropical, la temperatura media es de 28 °C en el verano y 17 °C en el invierno. Vientos predominantes del norte y sur. El promedio anual de precipitaciones es de 1700 mm.

## Límites
El barrio Virgen del Huerto tiene como limitantes a las calles San Salvador y Sgto. Gauto y a las Avdas. Brasilia y Venezuela.
- Al norte limita con el barrio Jara.
- Al sur limita con el barrio Bella Vista.
- Al este limita con el barrio Virgen de la Asunción.
- Al oeste limita con el barrio Mcal. López.

## Superficie
El barrio Virgen del Huerto tiene como superficie total 0,78 km². 

## Características
El uso del suelo del barrio Virgen del Huerto es predominantemente habitacional, el uso comercial es minoritario. El barrio no presenta accidentes topográficos resaltantes.

## Vías y Medios de Comunicación
Las principales vías de comunicación del barrio Virgen del Huerto son las avenidas Brasilia y Venezuela, y la calle José Gauto.
Operan siete canales de televisión abiertos, una señal local por internet y varias empresas que emiten señales por cable, satélite e internet. Se conectan con veinte emisoras de radio que transmiten en frecuencias AM y FM. Cuenta con los servicios telefónicos de la estatal Copaco y los de telefonía celular, además cuenta con varios otros medios de comunicación y a todos los lugares llegan los diarios capitalinos.

## Transporte
Los medios de transporte que cruzan el barrio Virgen del Huerto son las líneas 37, 34, 6, 3, 1 y Limpio.

## Población

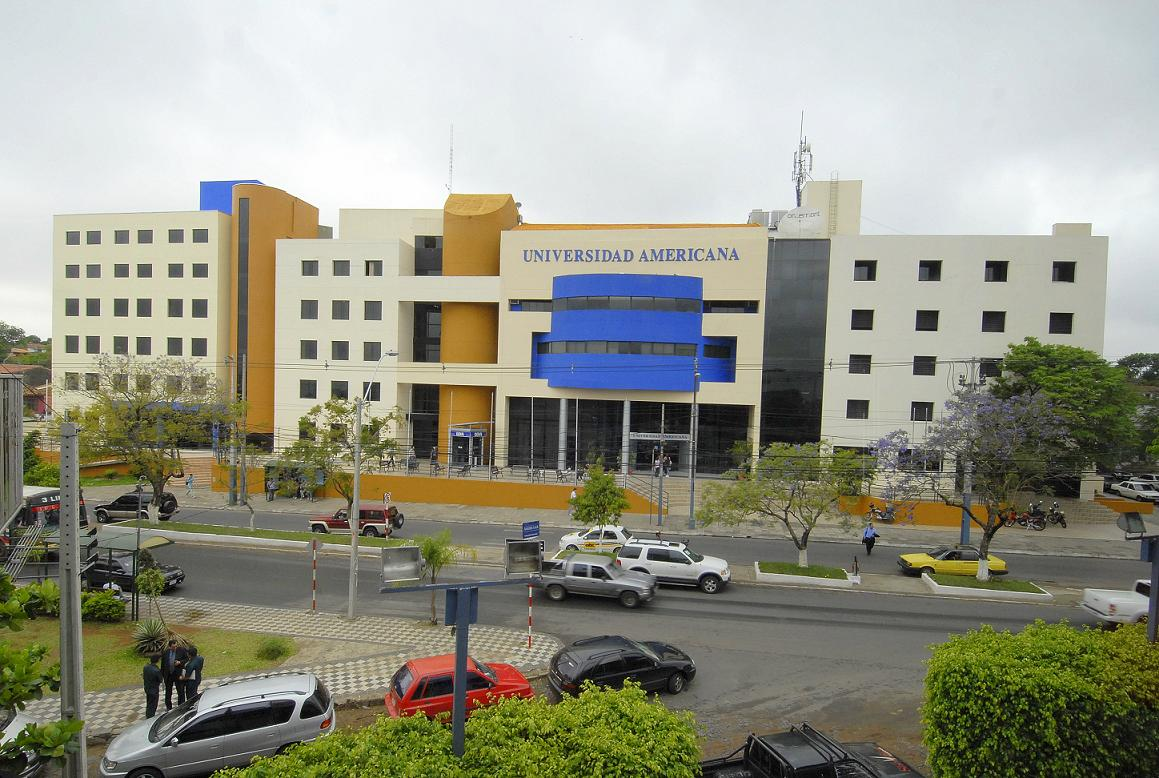
La Universidad Americana tiene su casa matriz en este barrio.

Cuenta con una población total de 5.238 habitantes aproximadamente que en un 45% que representa al sexo femenino y en un 55% al masculino. La densidad poblacional es de 6.230 hab/km².
Dentro del barrio se cuenta con un centro de salud que es la N.º 7, sito sobre la Avda. Brasilia esq. Tte. Juan Ventre. Los habitantes acuden también a otros centros privados y/o públicos de los alrededores.
Para la cobertura de educación el barrio cuenta con un centro educativo privado, llamado Nuestra Señora del Huerto y una subencionada la Escuela Virgen de Fátima, sito en Brasilia esquina Tte. Juan Ventre, también cuenta con una Universidad privada y un Club social, deportivo y cultural llamado Ameliano fundado el 6 de enero de 1936, afiliado a la Asoc. Paraguaya de Fútbol.
En el área comercial el barrio cuenta con supermercados de buen nivel, estación de servicio, servicios de funerarias, como así de también de ferreterías, casas de electricidad y servicios de alquileres. El barrio también se caracteriza de proveer servicios inmoviliarios dirigidos a estudiantes universitarios. Los servicios de restaurante, parrilladas y demás servicios gastronómicos están muy desarrollados sobre las avenidas principales, al igual de pubs y discotecas.

## Demografía
El total de viviendas es de 1.086 aproximadamente.
El tipo de vivienda predominante es el estándar.
Predominan las construcciones de clase media. 
El porcentaje de cobertura de servicios es el siguiente:
- El 98% de las viviendas poseen energía eléctrica.
- El 96% de las viviendas poseen agua corriente.
- El 98% de las viviendas poseen el servicio de recolección de basura.
- El 65% de las viviendas poseen red telefónica.
- El estrato social predominante es el medio-alto y alto. Los pobladores son profesionales de diversas aéreas, comerciantes y empleados.

## Principales problemas del barrio
El barrio Virgen del Huerto presenta algunas dificultades en el aspecto social.
- Falta de calles asfaltadas.
- Desempleo y sub empleo
- Presencia de menores en la calle.
- Peligro por la mendicidad observada en las calles donde están ubicados los semáforos.

## Instituciones y Organizaciones existentes
Comisiones vecinales
Existe una comisión vecinal “Plaza Acosta Ñu”
Su objetivo es el mejoramiento de la plaza del mismo nombre y la instalación de un servicio médico público.
Otras.
- Organización Ameliana

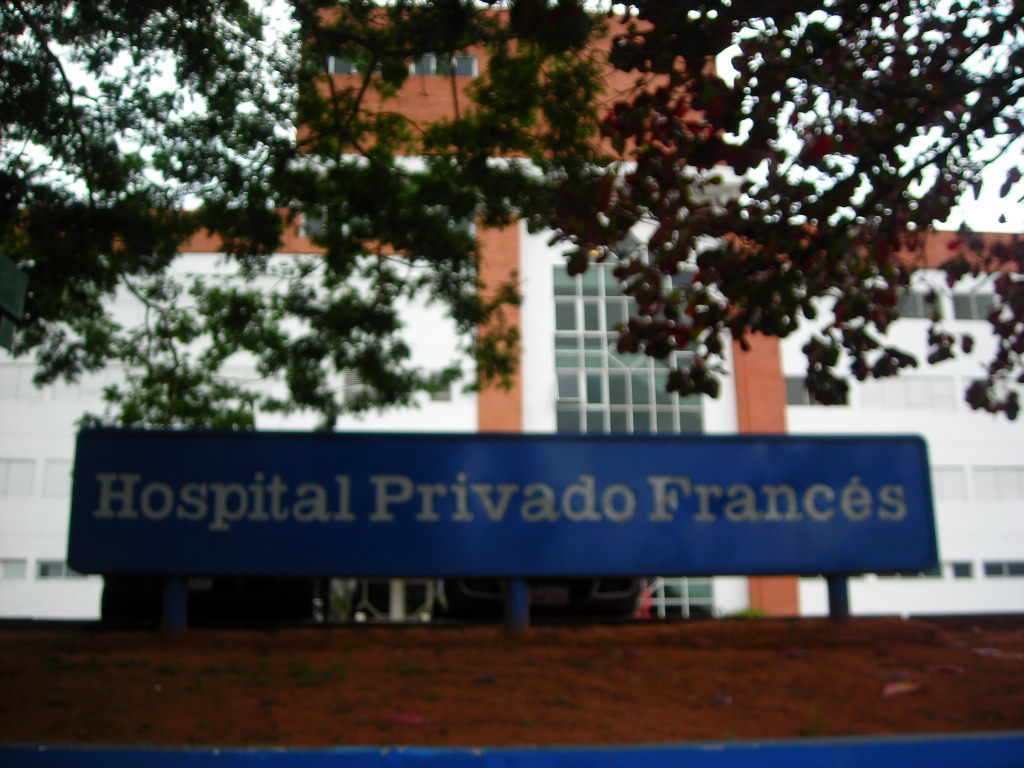
ex Sanatorio Francés, actualmente Sanatorio Santa Julia.

- Asociación de Mutilados y Lisiados de la Guerra del Chaco
- Casa Provincial de la Congregación de San Vicente de Paul.

## Instituciones No Gubernamentales
Religiosas
- Iglesia Asamblea de Dios “Templo Nueva Vida”.
- Capilla Santa Teresita.

Entidades sociales
- Club Sportivo Ameliano.

Servicios sanitarios
- Sanatorio Santa Julia del Grupo Asismed.

Instituciones educativas
- Universidad Americana.
- Universidad de la Integración de las Américas (UNIDA).

Restaurantes y bares
- La Casa Chill Out Bar.
- Confipan.
- Cachicken Venezuela.
- Heladería Glace Sargento Gauto.
- Más Chipa.
- Heladería El Heladero.
- TresMares.

Supermercados
- Supermercado Stock Brasilia.
- Biggie Venezuela.
- Autoservice Astra.

## Instituciones Gubernamentales

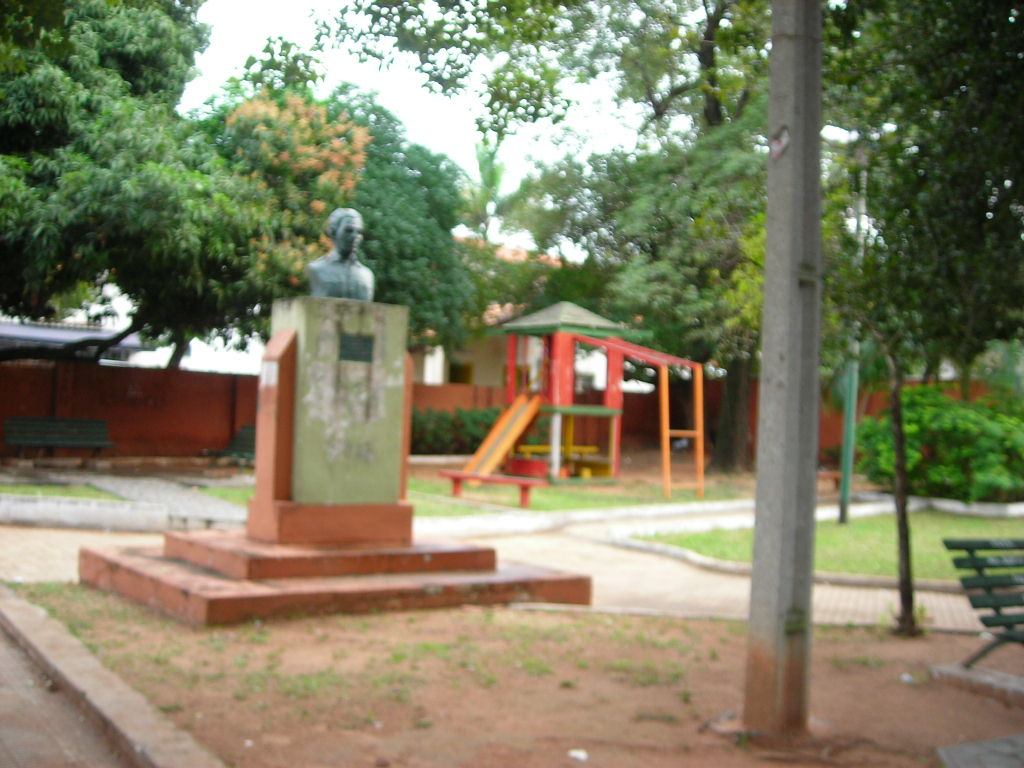
Plazoleta Sargento Gauto.

Municipales
- Plaza Acosta Ñu
- Plazoleta Sargento Gauto.